# Salwar kameez

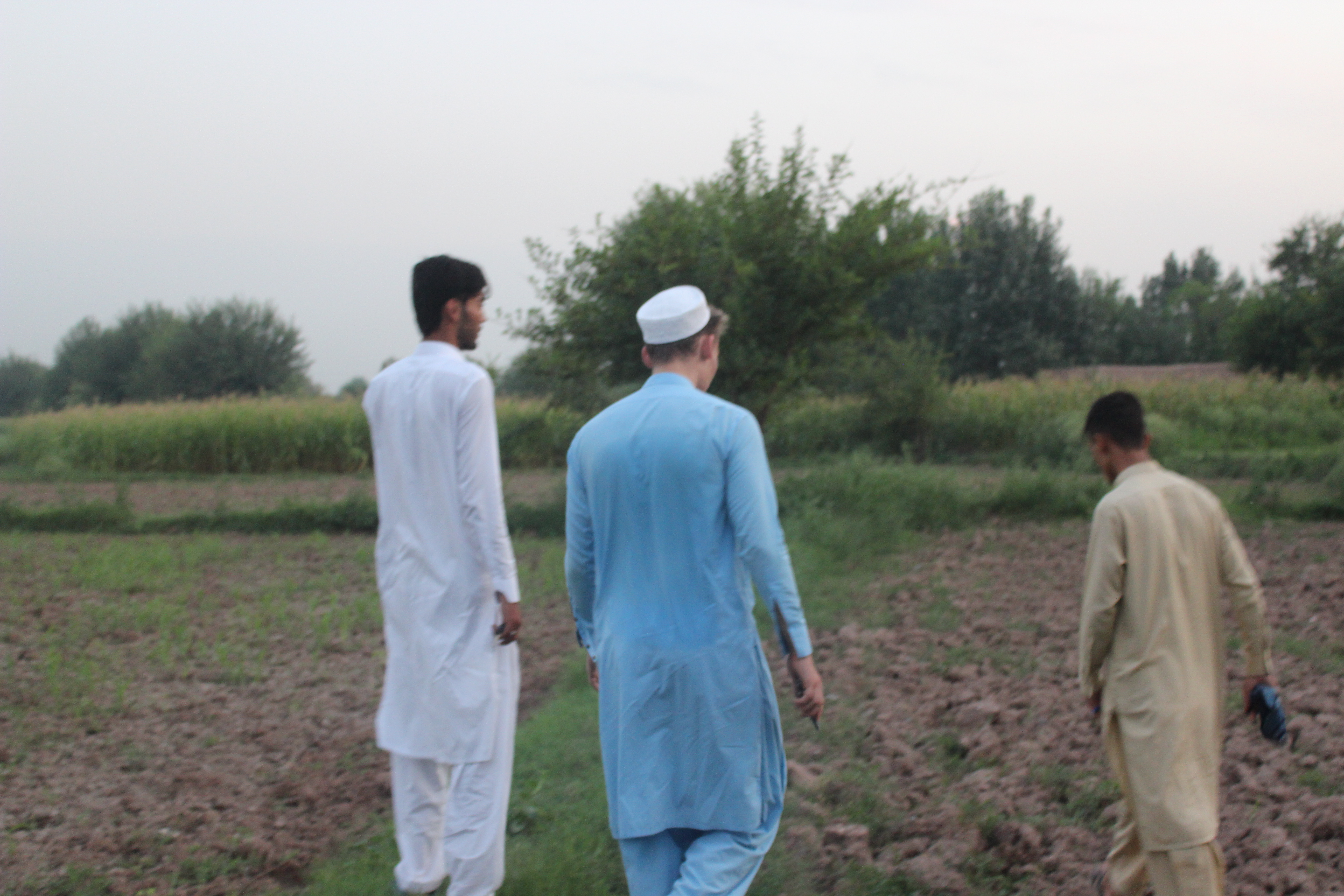
Tres hombres en Pakistán vestidos con Salwar Kameez tradicionales.

Shalwar kameez (también escrito salwar kameez o shalwar qameez) es una vestimenta usada tanto por mujeres como hombres en Asia del Sur. Es una vestimenta unisex similar a las camisas y pantalones vestidos por los occidentales. Tradicionalmente, ha sido vestido en Pakistán y Afganistán y ha sido adoptado luego en el norte de la India. Desde el siglo XX, las mujeres en el sur de India también han copiado este vestido complementando el sari, el vestido tradicional de India. El Shalwar o Salwar (tal como se pronuncia en la India) es un pantalón suelto similar a un pijama. Las piernas son a menudo anchas en la parte superior, y estrechas en el tobillo, aunque hay muchos estilos de tractores
shalwar en tiempos modernos, algunos modernos parecidos al jean. El kameez es una camisa larga como una túnica que llega a la mitad del muslo, aunque tradicionalmente se extendía hasta la parte superior de la rodilla. Las costuras laterales (denominadas chaak), se dejan abiertas por debajo de la cintura, dando a la persona que lo usa una mayor libertad de movimiento. En las mujeres, el shalwar kameez se completa con el uso de una dupatta (bufanda suelta) alrededor de los hombros, cayéndo sobre el pecho.

## Descripción

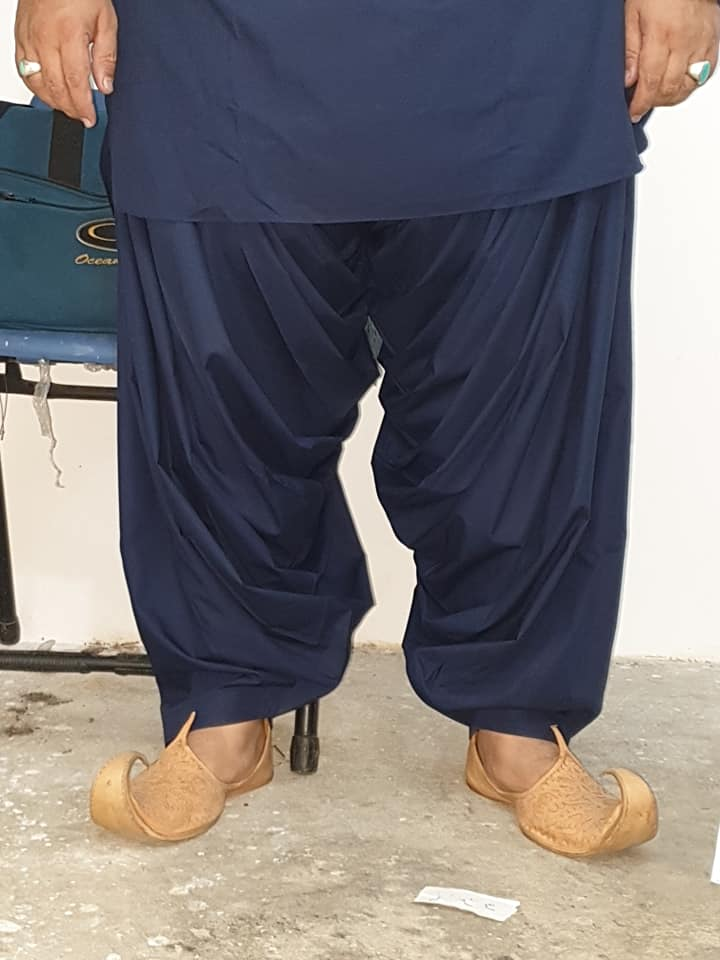
Pantalones Holgados usados en el Baluchistán afgano.

El shalwar se coloca en la cintura y es sostenido por un cordón o una banda elástica. Los pantalones pueden ser anchos y holgados o más estrechos, e incluso hechos de telas cortadas al bies.
El kameez suele tener un corte recto y plano; los kamees antiguos usan cortes tradicionales. Los kamees modernos poseen mangas que se inspiran en diseño europeo. El escote, las mangas y el borde inferior (daaman) son muchas veces decorados con bordados o cordones. 
En las mujeres, una parte integral del shalwar kamees es la dupatta - un chal largo alrededor del cuerpo o para cubrir la cabeza en familias más conservadoras. La moda de shalwar kamees ha girado en torno a los cortes y las longitudes del shalwar y los kamees y los estilos de impresión con la paleta de colores del dupatta. La mayoría de las mujeres en Afganistán se vieron obligadas a esconder sus rostros incluso vistiendo con un shalwar kamees por los talibanes. 
En Gran Bretaña, especialmente durante las dos últimas décadas, la prenda ha sido transformada en una prenda de todos los días vestidas por mujeres inmigrantes del Sur de Asia.

## Etimología e historia

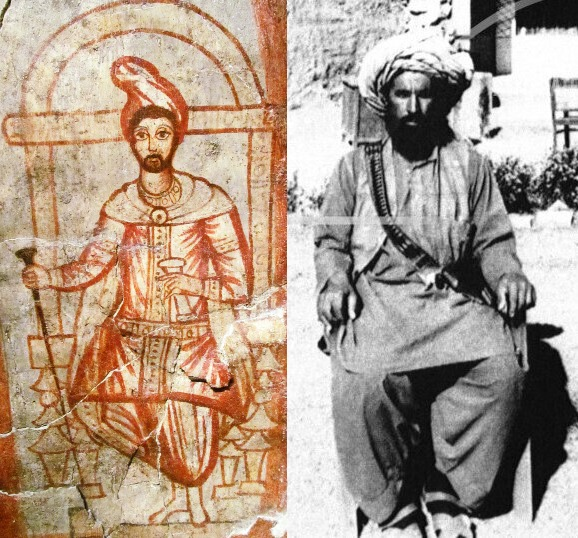
Izquierda: Representación mitraica de Zoroastro usando un tipo de Salwar Kameez encontrada en Dura Europos, Siria ./ Derecha: hombre afgano vestido con salwar kameez.

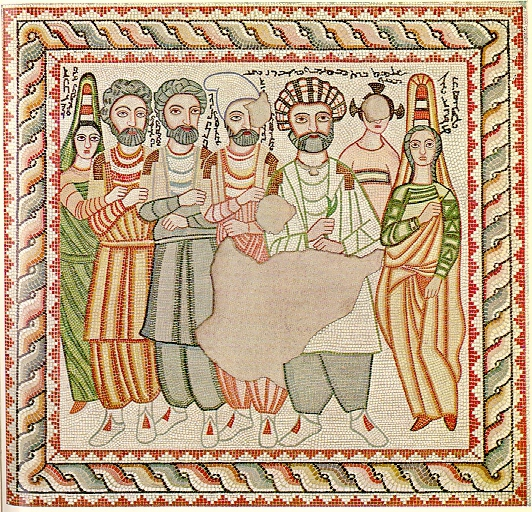
Moasico funerario de la familia de Moqimu con nombres escritos en siríaco, los hombres están usando un Salwar kameez,, encontrado en Edesa (ahora destruido).

Las prendas cortadas como el kameez tradicional son conocidas en muchas culturas; de acuerdo a Dorothy Burnham, del Real Museo de Ontario, la "camisa sin costuras", tejida de una pieza, fue sustituida a principios de los tiempos romanos por el tejido de paño en telares verticales y reconstruidos cuidadosamente para no perder el paño. Las camisas de algodón del siglo X recuperadas del desierto de Egipto poseen un corte similar al del kameez tradicional o el jellabah o galabia contemporáneo en Egipto.
El salwar kameez se remonta al siglo XII, en la época islámica o iraní, que luego fue seguida por el imperio mogol en la región llamada Punjab. 
Los pantalones, o shalawar, son conocidos como shalvaar qameez (شلوار قمیض) en Urdu, salvaar o shalvaar(शलवार क़मीज़) en Hindi, salvar (ਸਲਵਾਰ ਕ਼ਮੀਜ਼) en Panyabí, y salvaar o shalvaar (શલવાર કમીઝ) en Guyaratí. La palabra proviene del persa:شلوار, significando pantalones.
La camisa, kameez o qamiz, toma su nombre del árabe qamis. Hay dos hipótesis principales sobre el origen de la palabra árabe a saber:
1. Los qamis árabes deriva del latín camisia (camisa), que a su vez proviene del idioma proto-indoeuropeo kem ('capa').[3][4]
2. La camisia del latín medieval es un término tomado del kamision helenístico de “qmṣ”, representado por el ugarítico qmṣ (‘prenda’) y el árabico qamīṣ (‘camisa’).

## Dicho en inglés
Las transliteraciones a partir del urdú, persa, pastún y el turco usan el "sh". Ambas grafías se encuentran en uso común en inglés. Las transliteraciones a partir del Punjab y el Hindi a menudo hacen el sonido sibilante en el comienzo de salwar/shalwar como una "s". La ortografía shalwar parece ser común en Canadá y Reino Unido, y es la ortografía parecida en el Diccionario Inglés de Oxford. Salwar parece ser más común en Estados Unidos y es encontrado en muchas tiendas en internet vendiendo shalwar kameez. La palabra kameez es a menudo escrita incorrectamente con una H, como en khameez.